# President’s Cup 2009
Der President’s Cup 2009 war ein Tennisturnier der ATP Challenger Tour 2009 für Herren und ein Tennisturnier des ITF Women’s Circuit 2009 für Damen in Astana. Sie fanden zeitgleich vom 1. bis zum 7. November 2009 statt.